# Vysjhorod
 Vysjhorod (eller engelsk: Vyshhorod,  ukrainsk: Ви́шгород) er en by i Kyiv oblast (region) i det centrale Ukraine, beliggende umiddelbart nord for Kyiv by, den nationale hovedstad, og en del af Kyiv metropolområde. Den ligger på den højre (vestlige) bred af Dnepr, og ligger i den nordlige del af byen ved siden af Kyivs reservoir, hvor Kyivs vandkraftværk ligger. Den er det administrative centrum for Vysjhorod rajon.
Med en historie, der går tilbage til første årtusinde, er Vysjhorod nu et bemærkelsesværdigt industricenter og en voksende pendlerby for Kyiv. Byen har en befolkning på omkring 32.396 (2021)..